# Italo-Keltisch
In de historische taalkunde worden de Italische en Keltische talen soms samen gegroepeerd in de Italo-Keltische taalfamilie.